# Nationaal Meldpunt Cybercriminaliteit
Het Nationaal Meldpunt Cybercriminaliteit is een Nederlandse overheidsinstantie, die vanaf januari 2006 informatie over criminaliteit op internet zou gaan verzamelen. Kort voor de beoogde openingsdatum werd de oprichting van het meldpunt voor onbepaalde tijd uitgesteld, omdat diverse aanbestedingsprocedures langer duurden dan verwacht.
Het meldpunt richt zich in eerste instantie op twee soorten criminaliteit:
- radicale en terroristische uitingen,
- kinderporno.

Uiteindelijk moet het meldpunt alle soorten criminaliteit op internet kunnen behandelen. 
Het meldpunt verzamelt deze informatie op twee manieren:
- door het ontvangen en verwerken van meldingen vanuit het publiek;
- door actief het internet te gaan monitoren.

Na beoordeling zal het meldpunt de informatie doorzenden aan de daarvoor aangewezen instanties, zoals het Openbaar Ministerie, de politie en de AIVD. 